# 九鬼隆一
九鬼 隆一（くき りゅういち、嘉永5年8月7日〈1852年9月12日〉? - 昭和6年〈1931年〉8月18日）は、明治時代から昭和初期にかけての日本の官僚、政治家。旧綾部藩士。旧姓星崎。男爵。号は成海。先祖に戦国武将の九鬼嘉隆がおり、隆の字は九鬼家当主に代々受け継げられた字である。

## 紹介
摂津国三田出身。慶應義塾に学び、福澤諭吉の薫陶を受けた。のち文部省に出仕し、若くして文部少輔（現在の事務次官）にまで栄進。1884年（明治17年）、駐米特命全権公使に転じ、1888年（明治21年）に帰国すると図書頭、臨時全国宝物取調委員長、宮中顧問官、帝国博物館総長を歴任。美術行政に尽力した。また貴族院議員、次いで枢密顧問官を兼任。1900年（明治33年）に総長を退いてからは枢密顧問官を長く務めた。1914年（大正4年）には郷里に三田博物館を設立し、自らの美術コレクションを展示・公開している。四男は哲学者の九鬼周造。

## 生涯

### 三田藩・綾部藩時代
嘉永3年（1850年）、三田藩の家臣で180石取りの星崎貞幹の次男として藩内の屋敷町（現・兵庫県三田市）で生まれた。幼名は貞次郎。1860年（万延元年）に母・龍が亡くなるが、新藩主・九鬼隆義（前年に綾部九鬼家から養子入りして三田九鬼家を継いだ）の斡旋で、跡継ぎを探していた綾部藩家老・九鬼隆周の養子となる（隆周の家系は三田・綾部両藩主家と同族で、綾部藩の一門家老家である）。慶応元年（1866年）に家督を継ぎ九鬼家の当主となった。
三田藩の藩政改革に携わっていた福澤諭吉が大阪江戸堀の藩屋敷で饗応された際に同席し、面識を得る。明治2年（1869年）5月19日に九鬼隆義と共に上京した際に福澤を再訪し、藩の推薦もあって慶應義塾（後の慶應義塾大学）への入塾を許可された。同年11月、綾部藩の洋式練兵中隊長、権少参事などの職に就き、山陰鎮撫総督として丹波街道の塚原口を受け持った。

### 入塾、文部省出仕
明治3年（1870年）2月に川本幸民の私塾に入学し、閉校までの数か月間教えを受けた。同年11月には権少参事の職を退き、翌年2月に慶應義塾（後の慶應義塾大学）に入塾して英語などを学んだ。この頃から隆一と名乗っている。明治5年（1872年）4月に文部省に十一等出仕し大学南校の監事、同9月には大学東校事務主任となる。
当時、国内の教育予算のうち40%弱が海外に派遣されていた260名の留学費用に充てられており、文部省としては彼らの留学を打ち切ってその費用で外国人教師（お雇い外国人）を招聘することを考えていた。留学生は薩長土肥の高官や明治維新の功績者の子弟が中心であり、特権的な留学による身分の固定化への危惧や優秀な学生の機会獲得のため、九鬼は文部省の方針に積極的に賛同していた。
そこで、現地で留学生の実態調査と帰国の説明・説得にあたるため、九鬼は明治6年（1873年）に渡欧している。当時の留学生の中には井上毅、今村和郎などもおり、当初は強い反発を受けたが、中江篤介（後の中江兆民）の理解などもあって最終的に全員の承諾を得ることができた。なお、制度変更後の第1回国費留学生には、政治家となった鳩山和夫、外交官となった小村寿太郎などの人材がおり、結果的に九鬼の目標は達成されたと言える。

### 文部省での昇進
説得の成功もあり、帰国後の明治7年（1874年）、新たに文部卿となった木戸孝允のもと、4月には文部少丞となる。さらに明治9年（1876年）4月には奏任官である文部大丞・一等法制官となった。この年、来日中のエミール・ギメの訪問を受けた。翌明治10年（1877年）1月には文部大書記官・太政官大書記官に昇進する。10月には翌年のパリ万国博覧会のため派遣され、ギメと再会した。明治12年（1879年）5月に帰国、この渡仏中に博覧会副総裁の松方正義と出会い、以後交流が深まる。
また、フランスで西洋美術や美術行政に触れたことがきっかけでこの分野への関心を持った。この後にアーネスト・フェノロサや岡倉天心と面識を持ち、その美術研究の支援者となる。後援を受けたフェノロサらは京都や奈良をはじめ全国各地で寺社などにある文化財の調査を効率的に進めた。
明治13年（1880年）に文部少輔（現在の文部省事務次官）となり、同11月には内国勧業博覧会の審査副長および議官に就任した。藩閥の力が強力な当時では、小藩出身の人物の出世としては珍しいほどの速さである。文部卿（後の文部大臣）の河野敏鎌の行政への関心が薄かったこともあり、「九鬼の文部省」と呼ばれるほどの権勢を振るった。

### 明治十四年の政変
翌明治14年（1881年）に自由民権運動に歯止めをかけようとした伊藤博文らにより、いわゆる明治十四年の政変が起き、大隈重信が政府から追放された。この際に、大隈や福澤諭吉が藩閥政府に代わる内閣を組織しようとしていたとの疑惑から、福澤の影響が強い慶應義塾出身の官僚が多数官を辞することになった。この中には犬養毅、尾崎行雄などが含まれる。
しかし九鬼は、彼らと一線を画して文部省に残り、福澤の文明開化主義に反対する伝統主義的な教育政策の実施者となった。このため九鬼と福澤の関係は極度に緊張し、後に福澤の会合への招待状を誤って九鬼に送った事務担当者に対する注意の中で、『九鬼の存在は座上に犬ころがいるようなものだ』という過激な表現を福澤が用いている。なお、最終的には九鬼が福澤に謝罪する形で両者の間に和解が成された。

### 文部省退官
明治15年（1882年）12月に文部卿となった大木喬任は九鬼への信頼が弱く、翌年に強力な支持者であった岩倉具視が亡くなると文部省での九鬼の権勢は弱まった、と三宅雪嶺は語っている。さらに明治17年（1884年）、西洋化を進める伊藤博文の方針で森有礼が初代文部大臣に就任したため、元田永孚とともに儒学的な思考だった九鬼は同年5月に文部省を去り、特命全権公使としてワシントンD.C.に赴任した。
ワシントンでは公使館の客間に数百幅の日本画を飾って日本美術を紹介し、また古美術品の海外流出防止の観点から国宝保存を文部省や宮内省に進言している。この背景には以前から交流のあったアーネスト・フェノロサの意見があったと考えられる。
駐在公使として赴任中の明治18年（1885年）には洋行中の西郷菊次郎や西郷寅太郎（西郷隆盛の息子）、西郷隆準（隆盛の甥）らに会っており集合写真が残されている。
明治20年（1887年）、ヨーロッパでの視察を終えたフェノロサと岡倉天心がアメリカに立ち寄り、数年ぶりに再会している。九鬼の妻・波津子が妊娠していたため天心が付き添いとして一緒に帰国し、10月に横浜港に着いた。帰国後、明治21年（1888年）2月15日に生まれたのが後の九鬼周造である。九鬼自身も同年2月に帰国している。

### 宮内省

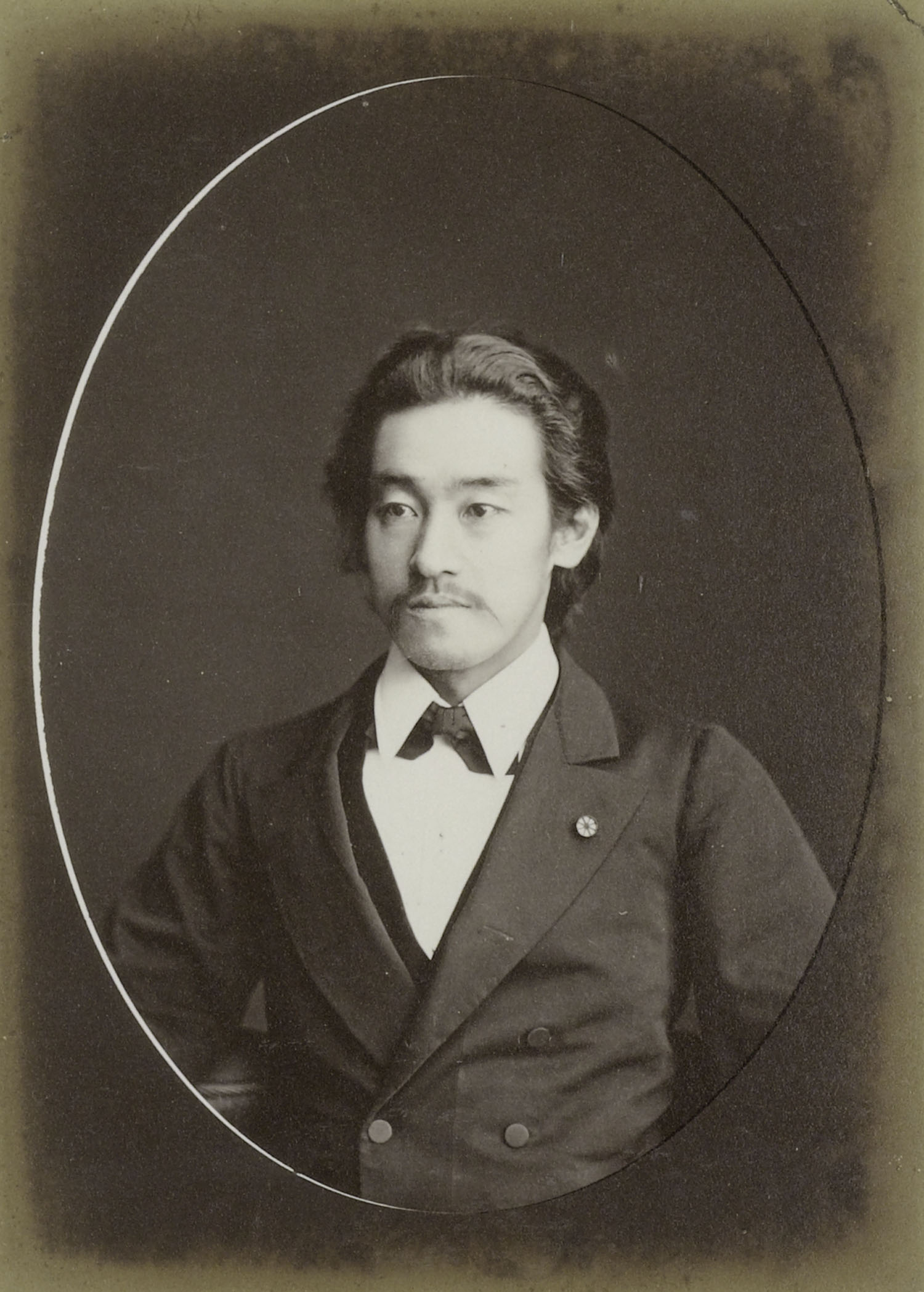
議員記章を佩用した隆一

帰国後、九鬼は宮内省の図書頭に就任した。ここで臨時全国宝物取調掛を設置して自ら委員長となり、旧知のフェノロサや天心が委員を務めて文化財の調査・保護に当たった。明治21年5月から9月と、10月から翌年2月の2回にわたり、フェノロサを伴って近畿地方の京都府・大阪府・奈良県・滋賀県・和歌山県を訪れ、社寺や美術品の調査を行なっている。。
翌・明治22年（1889年）に東京・京都・奈良に帝国博物館（現在の国立博物館）が設立されると初代総長となった。明治30年（1897年）古社寺保存法の制定に尽力。明治33年（1900年）に帝国博物館の総長を辞した同年には、九鬼の支援した東京美術学校（現・東京藝術大学美術学部）も設立され、フェノロサが校長となっている。
明治23年（1890年）に上野で開催された第3回内国勧業博覧会では審査総長を務めた。同年には帝室技芸員の制定に携わり、また帝国議会の設立に際して貴族院議員に任命されている。翌・明治24年（1891年）4月、農商務大臣・陸奥宗光の命令で2年後のシカゴ万国博覧会の準備組織作りを行ない、実質的な責任者である副総裁となった。

### 総選挙支援
明治25年（1892年）の第2回衆議院議員総選挙では総理大臣・松方正義の依頼を受けて1月から2月まで近畿・瀬戸内東部地方で政府系候補の支援活動を行なった。この時の身分は渡米時から続いていた特命全権公使で、同年9月にこれを免ぜられた。
この選挙では品川弥二郎や白根専一が強力な選挙干渉を行ない、警察官に武力行使を命じて高知県などで死者が出たことが有名である。九鬼も警察官への命令を下しているが、政党系候補の支援をする壮士の取締りなど、相対的に消極的な方針を示している。むしろ政府系候補者の一本化や、三井家・住友家など財閥、美術調査で面識を得た本願寺への働きかけ、資金の効率的な運用などに力を注いだ。
法的な根拠を持たない身分での出張だったため、京都府知事の北垣国道が独立に行動するなどしたが、結果として九鬼の活動した地方では奈良県の4増をはじめ政府系候補が10議席増加し、自由党の大物である大井憲太郎を落選に追い込むなどの成果を収めた。しかし選挙後は大臣候補にすら名前が上らなかったため松方と袂を分かち、伊藤博文に接近していく。

### 栄達と晩年
明治26年（1893年）のシカゴ万国博覧会 (1893年)では、九鬼や天心の意向から日本の展示は日本画を中心とした伝統的なものとなった。日本館として平等院鳳凰堂を模した鳳凰殿を建て、工芸品の輸出を積極的に促進したことが前回までとの大きな違いである。
明治28年（1895年）4月に京都で開かれた第4回内国勧業博覧会では前回に続いて審査総長となった。この際、黒田清輝が出品した裸体画・「朝妝」が問題視されたが、九鬼の判断で展示が許可されている。同年6月には第2次伊藤内閣の下で枢密顧問官に任命された。
明治29年（1896年）、それまでの功績を称えて男爵に叙せられた。翌年には古社寺保存法の制定に加わり、同法により日本で初めて文化財が指定されている。明治31年（1898年）にいわゆる美術学校騒動が起き、岡倉天心と九鬼の妻・波津子の不倫が公になる。同年、天心は東京美術学校校長や帝国博物館美術部長を辞任することになった。
明治33年（1900年）、波津子との離婚が成立した。その後は主に美術行政に専念し、大正3年（1914年）に旧・有馬郡の役所を利用して自身の収蔵品を展示する三田博物館を設立している。大正9年（1920年）に議定官となった。枢密顧問官と議定官を務めたまま昭和6年（1931年）8月18日に鎌倉で亡くなった。墓所は三田市心月院。
跡継としていた次男の一造に先立たれており、一造の長男の隆一郎が男爵位を継いだ。

## 人柄など

### 人格、趣味
性格は尊大で、容易にへりくだらないと評された。また女性との交遊も多く、これが妻波津子と岡倉天心の不倫の一因になったとされる。先述のように師である福澤諭吉からは酷評を受けるなど、人柄への評価はあまり芳しくない。制作者に対する態度も尊大であったようで、彫刻師への不遜な物言いが名士奇聞として残されている。
晩年は達磨を題材にした絵画を数百点収集し、自らもこれを好んで描いたが、人に所望されても謙遜して承諾することは少なかった。また、『史記』の李斯伝から「成海」という雅号を名乗っている。
福沢が、文化政策が膨張することに警戒していたのは、国民経済（経世済民）を巨視的に診断していたため、家父長的に政策優先順位を決定できる指導者階級が美術品に孤立的に拘泥してしまうことを好まなかったからである、という見解がある一方で、以後には九鬼の配慮もうかがえる。

### 岡倉天心との関係
天心も奔放な性格で知られ、人格面での相性は必ずしも良好でなかったと考えられている。しかし、藩閥に属せないため得意分野を確立したい九鬼と、寺社などを相手に研究を進めるため権力の支援を必要とする天心の間では利害関係が完全に一致していた。さらに両者は共に人並み外れた能力を有しており、これが20年以上にわたる両者の関係を支えた。しかし、岡倉と九鬼の妻との不倫、美術学校騒動などで関係は決裂した。

### 三田博物館
三田市屋敷町にあった日本で最初の私立博物館である。1884（明治17）年に東京在住の有馬郡出身者の会を前身に、同郡内の教育者らが合流して「有馬会」が結成され、帝国博物館総長だった九鬼隆一が会頭に、有馬郡立農林学校校長だった細木喜兵衛が副会頭に就いた。会員には松方幸次郎や元良勇次郎らがいた。隆一は文化遺産の保存公開を通じて地方の産業、観光の活性化を提唱し、1894年に郡内の建物内10か所に本を置き、1904年には和風の平屋を建て、中央に「公会室」と呼ばれる住民の集いの場を持つ私立図書館を開設したのち、1914年に旧有馬郡役所を改築して洋風2階建ての博物館を開設し、隆一が集めた仏像や壺、伊藤若冲、雪舟らの日本画など約500点を展示した。1931年に隆一が没すると図書館は休館し1944年に廃館となり、博物館も戦時を理由に1941年に閉館した。

## 親族
- 父：星崎貞幹 - 三田藩士（家老、180石取り）[7]
- 母：龍
- 兄：星崎琢磨 - 第六十五銀行取締役[8]。妻さつの姪に裏千家13代円能斎の妻・綱子がいる[9]。
- 養父：九鬼隆周 - 三田藩主九鬼家の分家、綾部藩家老[9]
- 養母：とよ（京都府士族・平井善兵衛の長女）
- 妻：九鬼波津子（初子とも、杉山弥右衛門の娘、星崎琢磨の養女、離婚）
- 長男：良造（早世）
- 次男：九鬼一造（1884年生） - 20世紀初頭にテキサス州での米作事業に携わった[10][11]。
  - 一造の妻：縫子（中橋徳五郎の長女） - 一造の没後に周造と再婚、のち離婚
  - 一造の長男：九鬼隆一郎（陸軍軍人、男爵位を継ぐ）
  - 一造の次男：九鬼隆造（海軍軍人）
- 三男：九鬼三郎（1885年生） - 千葉県書記官、学務部長。分家を興す。アメリカ生まれ[12]。両親離婚後は波津子に引き取られた。1913年に東京帝国大学法科大学政治学科卒業後、文官高等試験合格、奈良県警部、東京府足立部長、明治神宮造営局書記官、内務書記官、東京府理事官などを務める。岳父に旧七十八銀行取締役・熊坂弁蔵、義兄（妻フジの姉の夫）に松村瞭[13][14]。
- 四男：九鬼周造（1888年生） - 哲学者。両親離婚後は兄の三郎とともに波津子に引き取られた。
- 養女：光（1883年生） - 士族九鬼清の妹、政尾藤吉の妻。隆一・波津子離婚後は隆一に引き取られた。
- 甥：上野直昭 -  上野昭道の長男として生まれる[15][16]。

## 栄典
位階
- 1874年（明治7年）6月17日 - 正六位[17]
- 1875年（明治8年）2月24日 - 従五位[17]
- 1880年（明治13年）
  - 5月24日 - 正五位[17]
  - 12月20日 - 従四位[17]
- 1886年（明治19年）10月20日 - 従三位[17][18]
- 1890年（明治23年）12月16日 - 正三位[17]
- 1900年（明治33年）3月20日 - 従二位[17][19]
- 1924年（大正13年）2月11日 - 正二位[17]

爵位
- 1896年（明治29年）6月5日 - 男爵[17][20]

勲章等
| 受章年                     | 略綬 | 勲章名                   | 備考 |
| -------------------------- | ---- | ------------------------ | ---- |
| 1879年（明治12年）12月27日 |      | 勲四等旭日小綬章         |      |
| 1881年（明治14年）8月31日  |      | 銀牌一個                 |      |
| 1882年（明治15年）11月1日  |      | 勲三等旭日中綬章         |      |
| 1888年（明治21年）5月29日  |      | 勲二等旭日重光章         |      |
| 1889年（明治22年）11月25日 |      | 大日本帝国憲法発布記念章 |      |
| 1895年（明治28年）9月4日   |      | 勲一等瑞宝章             |      |
| 1896年（明治29年）5月29日  |      | 銀盃一組                 |      |
| 1902年（明治35年）12月27日 |      | 旭日大綬章               |      |
| 1912年（大正元年）8月1日   |      | 韓国併合記念章           |      |
| 1915年（大正4年）11月10日  |      | 大礼記念章（大正）       |      |
| 1916年（大正5年）4月1日    |      | 金盃一組                 |      |
| 1920年（大正9年）9月7日    |      | 金盃一組                 |      |
| 1921年（大正10年）1月10日  |      | 御紋付銀杯               |      |
| 1928年（昭和3年）11月10日  |      | 大礼記念章（昭和）       |      |
| 1931年（昭和6年）1月16日   |      | 御紋付銀杯               |      |
| 1931年（昭和6年）3月20日   |      | 帝都復興記念章           |      |
| 1931年（昭和6年）8月18日   |      | 旭日桐花大綬章           |      |

外国勲章佩用允許
| 受章年                    | 国籍           | 略綬 | 勲章名                                             | 備考 |
| ------------------------- | -------------- | ---- | -------------------------------------------------- | ---- |
| 1879年（明治12年）7月9日  | フランス共和国 |      | レジオンドヌール勲章シュヴァリエ                   |      |
| 1879年（明治12年）7月9日  | フランス共和国 |      | オフィシエ・ド・ランストリュクシヨン・ピュブリック |      |
| 1879年（明治12年）8月19日 | イタリア王国   |      | 王冠勲章ウッフィチャーレ                           |      |
| 1890年（明治23年）3月8日  | ハワイ王国     |      | 王冠第一等勲章                                     |      |

## 著作
- 『九鬼君演説之大旨』 原亮三郎、1889年1月
- 『九鬼君大阪商法会議所演述之大旨』 雲根堂、1889年3月
- 『明治美術会ニ於ケル演説』 平田純一郎、1893年5月
- 『九鬼君講説大意』 野村成之、1893年12月
- 『日露時局断片』 光彰館、1904年3月
- 『成功の心得』 金港堂書籍、1905年12月
- 『九鬼男爵日本美術論』 橘高乙一、1908年9月
- 『乃木大将の感化』 大島唱治、1912年12月
- 『九鬼男爵講演速記』 大日本武徳会、1925年9月

記録・回顧録
- 「第三大学区（高知県ハ除之）府県学事概況」「第三大学区巡視功程附録」（『文部省第四年報附録 第一』）
  - 「第三大学区巡視報告」（山住正己校注 『日本近代思想大系 6 教育の体系』 岩波書店、1990年1月） - 抄録
- 「海外留学生の引上げ 教育意見書奉呈の事」（国民教育奨励会編纂 『教育五十年史』 民友社、1922年10月 ／ 国書刊行会〈明治教育古典叢書〉、1981年4月 ／ 日本図書センター、1982年1月）
- 「華族の新制度と教育振興」（平塚篤編 『伊藤博文秘録』 春秋社、1929年3月）

## 関連文献
- 「九鬼隆一」（国立公文書館所蔵 「枢密院文書・枢密院高等官転免履歴書 明治ノ一」） - アジア歴史資料センター Ref. A06051177800
  - 『枢密院高等官履歴 第1巻』 東京大学出版会、1996年10月、ISBN 4130987119
- 「九鬼顧問官病気危篤ニ付特別叙勲ノ儀申牒ノ件」（国立公文書館所蔵 「枢密院文書・叙勲ニ関スル書類・昭和二年〜昭和二十二年」） - アジア歴史資料センター Ref. A06051018100
- 「正三位勲二等 貴族院議員宮中顧問官兼帝国博物館総長 九鬼隆一」（杉本勝二郎編纂 『国乃礎後編 上編』 国乃礎編輯所、1894年12月）
  - 杉本勝二郎編纂 『国乃礎後編 上編』 霞会館、1991年10月
- 「枢密顧問官従二位勲一等 男爵 九鬼隆一君」（成文社編纂 『現代名家精彩』 成文社編輯部、1910年11月）
- 「枢密顧問官 男爵 九鬼隆一君」（田住豊四郎編纂 『現代 兵庫県人物史』 県友社、1911年11月）
- 京都美術倶楽部編 『三田九鬼男爵家蔵品目録』 京都美術倶楽部、1932年
- 中谷一正著 『男爵九鬼隆一伝』 私家版、1966年10月
- 神津善三郎 「評伝九鬼隆一：開明派文部官僚の軌跡」（長野県短期大学人文社会研究会編 『現代への視角 : 神津善三郎博士還暦記念』 長野県短期大学人文社会研究会、1980年12月）
- 上垣巌編 『男爵九鬼隆一展図録：バロン成海鳴響の世界』 草雲書道会、1983年8月
- 「中江兆民のフランス：明治初期官費留学生の条件」（井田進也著 『中江兆民のフランス』 岩波書店、1987年12月、ISBN 4000015370）
- 「九鬼隆一」（北康利著 『北摂三田の歴史』 六甲タイムス社、2000年8月）
- 「神戸の九鬼一族」（七宮涬三著 『織田水軍・九鬼一族』 新人物往来社、2008年10月、ISBN 9784404035486）
- 山本哲也 「九鬼隆一」（青木豊、矢島國雄編 『博物館学人物史 上』 雄山閣、2010年7月、ISBN 4639021194）
- エミール・ギメ『明治日本散策 東京・日光』岡村嘉子訳、尾本圭子解説、角川ソフィア文庫、2019年4月、ISBN 9784044004286